# Tiroteio

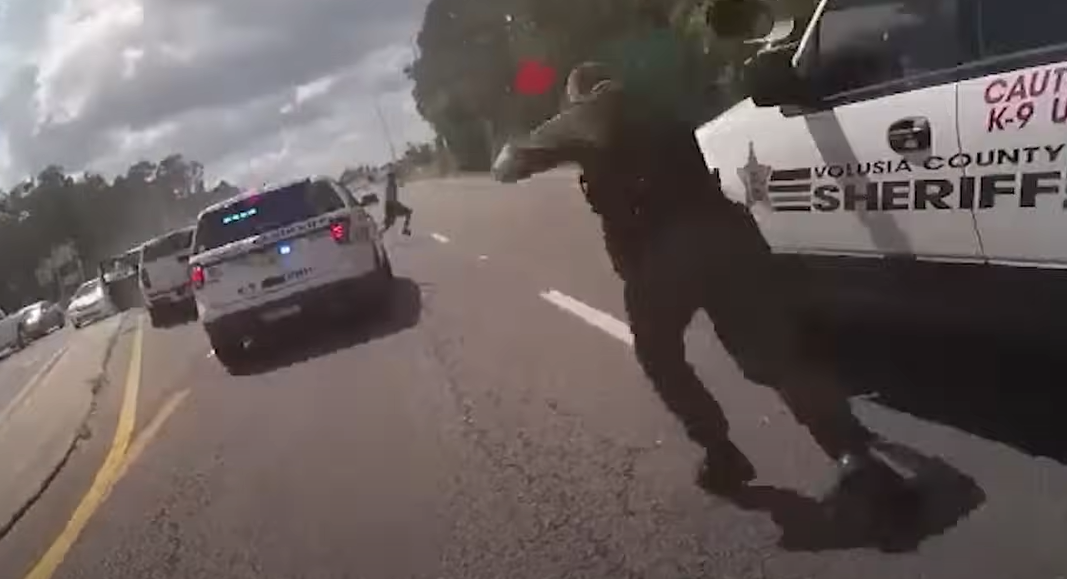
Uma imagem estática da câmera corporal da polícia de um tiroteio entre um suspeito e policiais do Condado de Volusia, na Flórida, em 2019.

Um tiroteio, também conhecido como troca de tiros, é um conflito violento entre grupos armados que utilizam armas de fogo como principal meio de ataque e defesa. Esse tipo de conflito, frequentemente motivado por intensos desentendimentos entre as partes, pode resultar em feridos graves, mortes e danos materiais.
Tiroteios podem ocorrer em diversos contextos, como entre gangues rivais, em operações policiais, em locais públicos ou em ambientes privados. Situações de combate militar raramente são chamadas de "tiroteios". Nestes casos, os termos mais utilizados são batalhas ou combates.
Os tiroteios são frequentemente retratados em filmes de ação, faroestes e videogames.